# Critérium international 2012
La 81e édition de la course cycliste à étapes du Critérium international s'est déroulée les 24 et 25 mars 2012. L'épreuve fait partie de l'UCI Europe Tour 2012.

## Présentation

### Parcours
Après une demi-étape le samedi matin, un contre-la-montre de 6,5 km est programmé le samedi après-midi. Enfin, une étape de montagne arrivant au col de l'Ospedale est programmée le dimanche,.

### Participants

#### Équipes
Classé en catégorie 2.HC de l'UCI Europe Tour, le Critérium international est par conséquent ouvert aux UCI ProTeams dans la limite de 70 % des équipes participantes, aux équipes continentales professionnelles, aux équipes continentales françaises et à une équipe nationale française.
16 équipes participent à ce Citérium international :
- 8 ProTeams : AG2R La Mondiale, BMC Racing, Euskaltel-Euskadi, FDJ-BigMat, Garmin-Barracuda, RadioShack-Nissan, Sky
- 7 équipes continentales professionnelles : Bretagne-Schuller, Cofidis, Colombia-Coldeportes, Europcar, Project 1t4i, Saur-Sojasun, Type 1-Sanofi
- 2 équipes continentales : Auber 93, La Pomme Marseille

#### Favoris
Fränk Schleck (RadioShack-Nissan), tenant du titre, sera un des principaux favoris à sa succession. Il devra notamment faire face à Cadel Evans (BMC Racing), Christopher Froome, Michael Rogers (Sky), Pierrick Fédrigo (FDJ-BigMat), Christophe Le Mével (Garmin-Barracuda), Jean-Christophe Péraud, John Gadret (AG2R La Mondiale), Igor Antón (Euskaltel-Euskadi), Pierre Rolland (Europcar), Fabio Duarte (Colombia-Coldeportes) et Alexandre Geniez (Project 1t4i).

## Étapes
| Étape     | Date    | Villes étapes                     | km           | Vainqueur d'étape | Leader du classement général |
| --------- | ------- | --------------------------------- | ------------ | ----------------- | ---------------------------- |
| 1re étape | 24 mars | Porto-Vecchio - Porto-Vecchio     | 89,5 km      | Florian Vachon    | Florian Vachon               |
| 2e étape  | 24 mars | Porto-Vecchio - Porto-Vecchio     | 6,5 km (CLM) | Cadel Evans       | Cadel Evans                  |
| 3e étape  | 25 mars | Porto-Vecchio - Col de l’Ospedale | 179 km       | Pierrick Fédrigo  | Cadel Evans                  |

## Récit de la course

### 1reétape
|   | Coureur          | Pays      | Équipe             |    | Temps           |
| - | ---------------- | --------- | ------------------ | -- | --------------- |
| 1 | Florian Vachon   | France    | Bretagne-Schuller  | en | 2 h 03 min 48 s |
| 2 | Danilo Wyss      | Suisse    | BMC Racing         | +  | m.t             |
| 3 | Clément Koretzky | France    | La Pomme Marseille |    | m.t             |
| 4 | Simon Geschke    | Allemagne | Project 1t4i       |    | m.t             |
| 5 | Nicolas Bazin    | France    | Auber 93           |    | m.t             |

|   | Coureur           | Pays   | Équipe             |    | Temps           |
| - | ----------------- | ------ | ------------------ | -- | --------------- |
| 1 | Florian Vachon    | France | Bretagne-Schuller  | en | 2 h 03 min 42 s |
| 2 | Danilo Wyss       | Suisse | BMC Racing         | +  | 2 s             |
| 3 | Christophe Riblon | France | AG2R La Mondiale   |    | 3 s             |
| 4 | Clément Koretzky  | France | La Pomme Marseille |    | 4 s             |
| 5 | Mickaël Buffaz    | France | Cofidis            |    | 4 s             |

### 2eétape
|   | Coureur        | Pays      | Équipe            |    | Temps      |
| - | -------------- | --------- | ----------------- | -- | ---------- |
| 1 | Cadel Evans    | Australie | BMC Racing        | en | 7 min 22 s |
| 2 | Michael Rogers | Australie | Sky               | +  | m.t        |
| 3 | Simon Geschke  | Allemagne | Project 1t4i      |    | 1 s        |
| 4 | Anthony Roux   | France    | FDJ-BigMat        |    | 2 s        |
| 5 | Maxime Monfort | Belgique  | RadioShack-Nissan |    | 2 s        |

|   | Coureur        | Pays      | Équipe            |    | Temps           |
| - | -------------- | --------- | ----------------- | -- | --------------- |
| 1 | Cadel Evans    | Australie | BMC Racing        | en | 2 h 11 min 09 s |
| 2 | Michael Rogers | Australie | Sky               | +  | m.t             |
| 3 | Simon Geschke  | Allemagne | Project 1t4i      |    | 1 s             |
| 4 | Maxime Monfort | Belgique  | RadioShack-Nissan |    | 2 s             |
| 5 | Marco Pinotti  | Italie    | BMC Racing        |    | 2 s             |

### 3eétape
|   | Coureur              | Pays      | Équipe           |    | Temps           |
| - | -------------------- | --------- | ---------------- | -- | --------------- |
| 1 | Pierrick Fédrigo     | France    | FDJ-BigMat       | en | 4 h 52 min 34 s |
| 2 | Rinaldo Nocentini    | Italie    | AG2R La Mondiale | +  | m.t             |
| 3 | Lars Petter Nordhaug | Norvège   | Sky              |    | m.t             |
| 4 | Cadel Evans          | Australie | BMC Racing       |    | m.t             |
| 5 | Guillaume Levarlet   | France    | Saur-Sojasun     |    | 8 s             |

|   | Coureur              | Pays      | Équipe           |    | Temps           |
| - | -------------------- | --------- | ---------------- | -- | --------------- |
| 1 | Cadel Evans          | Australie | BMC Racing       | en | 7 h 03 min 43 s |
| 2 | Pierrick Fédrigo     | France    | FDJ-BigMat       | +  | 8 s             |
| 3 | Michael Rogers       | Australie | Sky              |    | 8 s             |
| 4 | Lars Petter Nordhaug | Norvège   | Sky              |    | 9 s             |
| 5 | Rinaldo Nocentini    | Italie    | AG2R La Mondiale |    | 9 s             |

## Classements finals

### Classement général
|    | Cycliste             | Pays      | Équipe            |    | Temps           |
| -- | -------------------- | --------- | ----------------- | -- | --------------- |
| 1  | Cadel Evans          | Australie | BMC Racing        | en | 7 h 03 min 43 s |
| 2  | Pierrick Fédrigo     | France    | FDJ-BigMat        | +  | 8 s             |
| 3  | Michael Rogers       | Australie | Sky               |    | 8 s             |
| 4  | Lars Petter Nordhaug | Norvège   | Sky               |    | 9 s             |
| 5  | Rinaldo Nocentini    | Italie    | AG2R La Mondiale  |    | 9 s             |
| 6  | Maxime Monfort       | Belgique  | RadioShack-Nissan |    | 23 s            |
| 7  | Igor Antón           | Espagne   | Euskaltel-Euskadi |    | 38 s            |
| 8  | Thomas Lövkvist      | Suède     | Sky               |    | 42 s            |
| 9  | Hubert Dupont        | France    | AG2R La Mondiale  |    | 47 s            |
| 10 | Christophe Riblon    | France    | AG2R La Mondiale  |    | 1 min 11 s      |

### Classements annexes

#### Classement par points
|   | Cycliste       | Équipe       | Points |
| - | -------------- | ------------ | ------ |
| 1 | Cadel Evans    | BMC Racing   | 23 pts |
| 2 | Simon Geschke  | Project 1t4i | 18 pts |
| 3 | Michael Rogers | Sky          | 16 pts |

#### Classement du meilleur grimpeur
|   | Cycliste         | Équipe            | Points |
| - | ---------------- | ----------------- | ------ |
| 1 | Matteo Montaguti | AG2R La Mondiale  | 24 pts |
| 2 | George Bennett   | RadioShack-Nissan | 12 pts |
| 3 | Pierrick Fédrigo | FDJ-BigMat        | 6 pts  |

#### Classement du meilleur jeune
|   | Cycliste         | Équipe               |    | Temps           |
| - | ---------------- | -------------------- | -- | --------------- |
| 1 | Cyril Gautier    | Europcar             | en | 7 h 05 min 12 s |
| 2 | Alexandre Geniez | Project 1t4i         | +  | 4 s             |
| 3 | Darwin Atapuma   | Colombia-Coldeportes |    | 1 min 43 s      |

#### Classement par équipes
|   | Équipe           | Pays        |    | Temps            |
| - | ---------------- | ----------- | -- | ---------------- |
| 1 | Sky              | Royaume-Uni | en | 21 h 12 min 07 s |
| 2 | AG2R La Mondiale | France      | +  | 9 s              |
| 3 | BMC Racing       | États-Unis  |    | 3 min 34 s       |

## Évolution des classements
| Étape            | Vainqueur        | Classement général | Classement par points | Classement de la montagne | Classement du meilleur jeune | Classement par équipes |
| ---------------- | ---------------- | ------------------ | --------------------- | ------------------------- | ---------------------------- | ---------------------- |
| 1                | Florian Vachon   | Florian Vachon     | Florian Vachon        | Julien Bérard             | Clément Koretzky             | Bretagne-Schuller      |
| 2                | Cadel Evans      | Cadel Evans        | Simon Geschke         | Julien Bérard             | Luke Rowe                    | BMC Racing             |
| 3                | Pierrick Fédrigo | Cadel Evans        | Cadel Evans           | Matteo Montaguti          | Cyril Gautier                | Sky                    |
| Classement final | Classement final | Cadel Evans        | Cadel Evans           | Matteo Montaguti          | Cyril Gautier                | Sky                    |